# Villa Emma (Napoli)
Villa Emma (o villa Barracco) è una delle ville storiche di Napoli, ubicate nel quartiere di Posillipo. È situata a lato della villa Rosebery, residenza in uso alla Presidenza della Repubblica.
La villa venne edificata da Giacomo Castellano nel XVI secolo. In seguito, fu usata anche a scopi militari; infatti, nel 1648 i viceré di Napoli, Iñigo Vélez de Guevara e don Giovanni d'Austria, la dotarono di numerosi cannoni al fine di mettere in fuga i francesi stazionati nella baia: a seguito di quest'episodio, la villa fu soprannominata "Palazzo delle Cannonate".

## Occupanti
Verso la fine del settecento, Philipp Hackert, un pittore molto gradito alla corte di Ferdinando, la tenne in affitto per villeggiatura.
La struttura, nella metà dell'Ottocento, era di proprietà del marchese Filippo Marignoli e la sua attuale denominazione deriva dalla seconda moglie del nobile, Emma Torelli.
Poco prima dell'Unità d'Italia, venne incorporata dal conte d'Aquila nella sua proprietà. In seguito ebbe altri numerosi proprietari. Nel 1939, villa Emma fu acquistata dalla baronessa Gabriella Nicolis Barracco (nata di Robilant), moglie del barone Alfonso Barracco e passò poi per eredità a loro figlio Maurizio Barracco. La villa è tuttora di proprietà della famiglia Barracco.